# 선아전자
선아전자(宣雅電子, SunA Electronics)는 대한민국의 비디오 게임 개발사였다. 주로 타 작품의 아류 아케이드 게임을 개발해 국내외로 판매했다.

## 역사
1987년 선아전자가 최초로 개발한 알카노이드 방식의 아케이드 게임 고인돌을 컴퓨터 프로그램 보호법에 의거해 특허로 등록했다.

## 발매한 게임
- 고인돌 (1987)[1]
- 하드 헤드 (1988)
- 슈퍼 레인저 (1988)
  - 러프 레인저 (1988)
- 스파크 맨 (1989)
- 하드 헤드 (1991)
- 베스트 오브 베스트 (1994)
- 퀴즈 아카데미 6000 (1994)
- 백 스트리트 사커 (1996)